# فرانتس اشتالکر
فرانتس اشتالکر (به آلمانی: Franz Stahlecker) (زاده ۱۰ اکتبر ۱۹۰۰- مرگ ۲۳ مارس ۱۹۴۲) یک وکیل و ژنرال آلمانی در دوره رایش سوم و از ۲۲ ژوئن ۱۹۴۱ تا ۲۳ مارس ۱۹۴۲ فرمانده گردان آ (A) نیروهای اقدام ویژه در کشورهای حوزه دریای بالتیک بود. وی در ۲۳ مارس ۱۹۴۲ در گاتچینای روسیه کشته شد.